# Plastic Penny
Plastic Penny was een Britse popband uit de jaren 1960.

## Bezetting
- Brian Keith (Brian O'Shea, 22 september 1942), Port Glasgow, West Renfrewshire, Schotland) - (zang)
- Paul Raymond[3] (Paul Martin Raymond, 16 november 1945), St Albans, Hertfordshire) - (keyboards, gitaar)
- Mick Graham (Michael Grabham, 22 januari 1948), Sunderland, County Durham) - (gitaar)
- Nigel Olsson (10 februari 1949), Wallasey, Cheshire) - (drums)
- Tony Murray (Anthony Murray, 26 april 1943), Dublin, County Dublin, Ierland) - (bas)

## Geschiedenis
Het merendeel van hun materiaal was psychedelische pop, met neiging richting progrock-sound op sommige albumnummers. Het grootste deel van het materiaal werd geschreven door de drie bandleden Brian Keith, Paul Raymond en Tony Murray. Keith verliet later de band en Raymond aanvaardde de leadzang. Plastic Penny's eindproduct werd gepubliceerd bij Page One Records. De band verscheen tijdens het eerste Isle of Wight-festival op 31 augustus 1968.
Everything I Am bereikte een 6e plaats in de Britse singlehitlijst. De song, uitgebreid met een stringbewerking, was een ballade-versie van een originele song van The Box Tops en werd geschreven door Spooner Oldham en Dan Penn.

## Verdere carrière bandleden
Mick Grabham vertrok om te spelen bij Cochise en daarna bij Procol Harum. Keith werd later de leadzanger bij The Congregation, die het eendagsvlieg-label deelde met Plastic Penny. Raymond verving Christine Perfect bij Chicken Shack en speelde later verscheidene keren met de bestendige rockband UFO. Nigel Olsson werd een veelgevraagd sessiemuzikant, meestal met name op Elton Johns vroege werk. Hij werkte ook met The Spencer Davis Group, Uriah Heep, Kiki Dee, Neil Sedaka, Rod Stewart en Leo Sayer. Tony Murray speelde op Elton Johns album Empty Sky samen met Olson en vervoegde zich daarna bij The Troggs.
Het derde en tevens laatste album van de band, Heads I Win, Tails You Lose, was een montage van de meer onbekende opnamen van de band, uitgegeven in 1970 nadat de band was ontbonden.

## Discografie

### Singles
- 1967: Everything I Am / No Pleasure Without Pain My Love
- 1968: Nobody Knows It / Happy Just To Be With You
- 1968: Your Way To Tell Me Go / Baby You're Not To Blame
- 1968: Hound Dog / Currency
- 1969: She Does / Genevieve
- 1975: Everything I Am / No Pleasure Without Pain

### Albums
- 1968 - Two Sides Of A Penny
  - A-kant: Everything I Am / Wake Me Up / Never My Love / Genevieve / No Pleasure Without Pain My Love / So Much Older Now
  - B-kant: Mrs. Grundy / Take Me Back / I Want You / It's A Good Thing / Strawberry Fields Forever
- 1969 - Currency
  - A-kant: Your Way To Tell Me Go / Hound Dog / Currency / Caledonian Mission / MacArthur Park
  - B-kant: Turn To Me / Baby You're Not To Blame / Give Me Money / Sour Suite
- 1970 - Heads I Win, Tails You Lose (compilatie)
  - A-kant: Hound Dog / She Does / Turn To Me / Caledonian Mission / Currency / Your Way To Tell Me Go
  - B-kant: Celebrity Ball / Baby You're Not To Blame / I Want You / Take Me Back / Genevieve / Give Me Money